# Списак ректора Универзитета у Новом Саду
Ректори Универзитета у Новом Саду од његовог оснивања 28. јуна 1960. до данас били су:
- Проф. др Лазар Стојковић (1960 – 1963)
- Проф. др Tоша Tишма (1963 – 1967)
- Проф. др Драгољуб Димковић (1967 – 1971)
- Проф. др Петар Дрезгић (1971 – 1975)
- Проф. др Славко Боројевић (1975 – 1977)
- Проф. др Богољуб Станковић (1977 – 1979)
- Проф. др Душан Jакшић (1979 – 1983)
- Проф. др Зоран Стојановић (1983 – 1987)
- Проф. др Драгутин Зеленовић (1987 – 1989)
- Проф. др Jеврем Jањић (1989 – 1991)
- Проф. др Драгослав Херцег (1991 – 1996)
- Проф. др Oлга Хаџић (1996 – 1998)
- Проф. др Светолик Aврамов (1998 – 2000)
- Проф. др Фуада Станковић (2001 – 2004)
- Проф. др Радмила Mаринковић-Недучин (2004 – 2009)
- Проф. др Mирослав Весковић (2009 – 2012)